# Victimes de nos richesses
Victimes de nos richesses es una película documental francesa dirigida por Kal Touré del año 2006.

## Sinopsis
Un año después de los dramáticos acontecimientos de septiembre de 2005 en las fronteras de Ceuta y Melilla, jóvenes africanos y africanas repatriados relatan sus tentativas de cruzar la frontera española, dando “sus” versiones de lo que sucedió.

## Premios
- Panafricano - Cannes 2007
- Miroirs et cinémas d’Afriques - Marseille 2007
- FCAT 2008